# تريسي بيترسون
تريسي بيترسون (بالإنجليزية: Tracie Peterson)‏ (1959)؛ روائية أمريكية.